# Fleres (Brennero)
Fleres (Pflersch in tedesco) è una frazione di circa 650 abitanti del comune italiano di Brennero, nella provincia autonoma di Bolzano.

## Monumenti e luoghi d'interesse
- Chiesa di Sant'Antonio Abate